# Volva volva
Volva volva là một loài ốc biển, là động vật thân mềm chân bụng sống ở biển thuộc họ Ovulidae.

## Hình ảnh

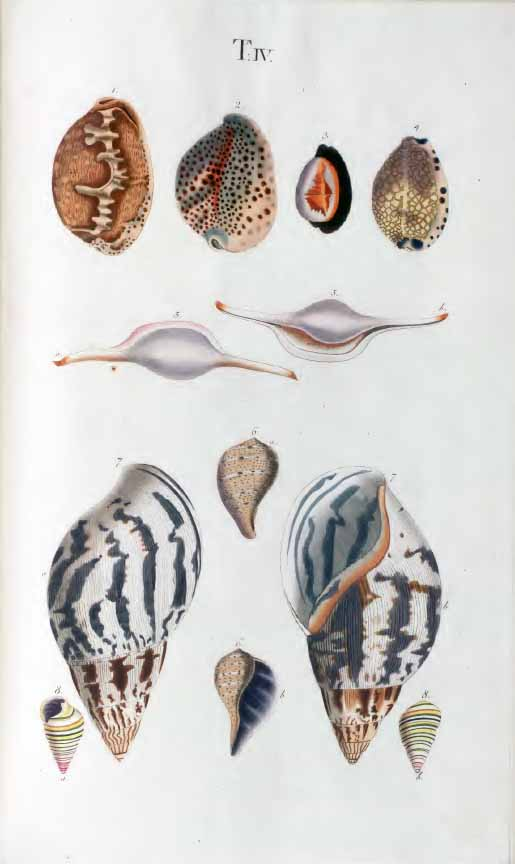